# 119 Tauri

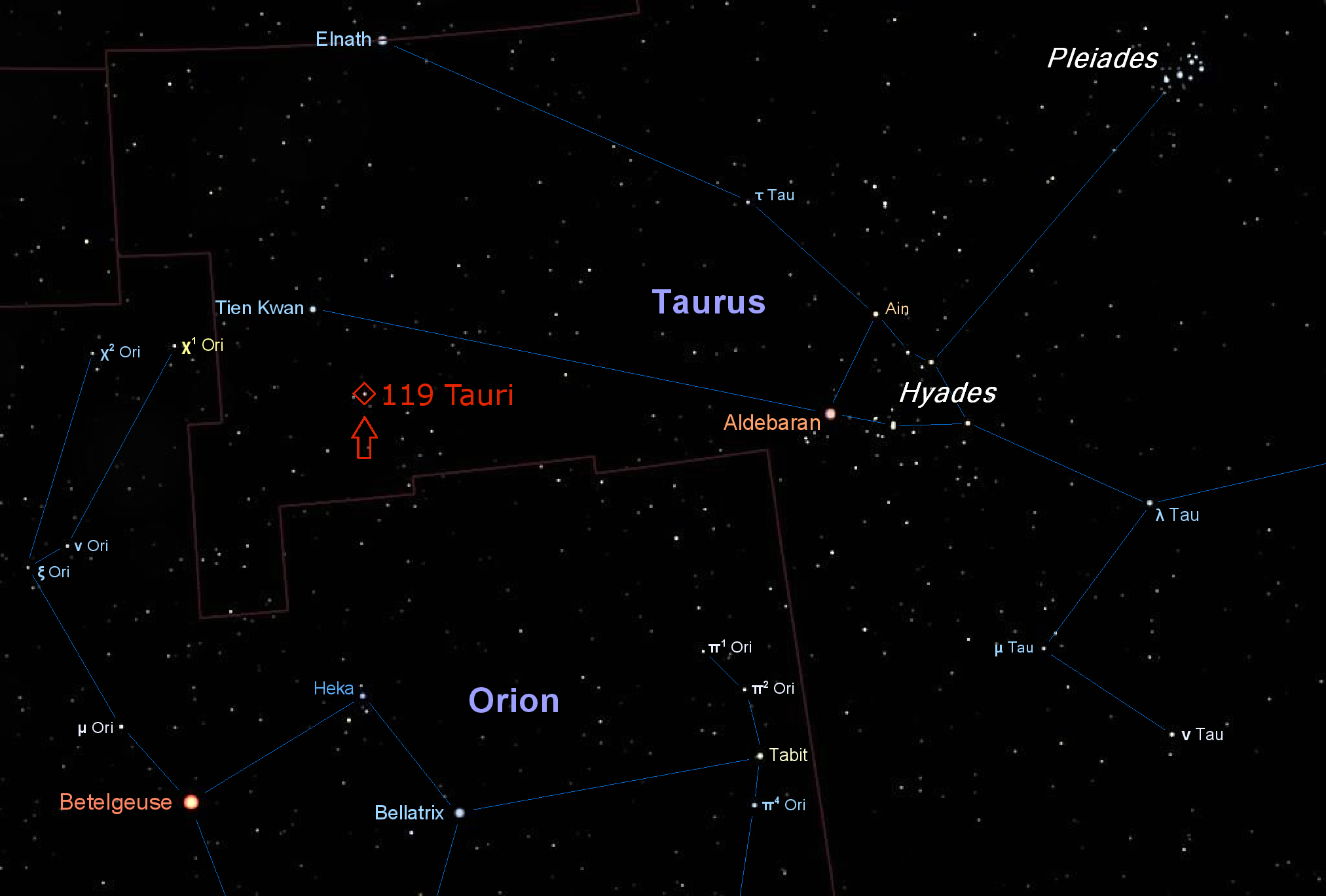
Positionen för 119 Tauri på himlen.

119 Tauri, som är stjärnans Flamsteed-beteckning, är en ensam stjärna belägen i den västra delen av stjärnbilden Oxen, som också har  variabelbeteckningen CE Tauri. Den har en varierande skenbar magnitud på ca 4,23 – 4,54 och är svagt synlig för blotta ögat där ljusföroreningar ej förekommer. Baserat på parallaxmätning inom Hipparcosuppdraget på ca 1,8 mas, beräknas den befinna sig på ett avstånd på ca 1 800 ljusår (ca 550 parsek) från solen. Den rör sig bort från solen med en heliocentrisk radialhastighet av ca 24 km/s. Med ett färgindex på +2,07 är den en av de rödaste stjärnorna på natthimlen och liknar Betelgeuse även om den är rödare och mer avlägsen. Stjärnan ligger 4,6 grader från ekliptikan, vilket gör att den kan bli föremål för ockultationer av månen och (extremt sällan) av någon av de ljusa planeterna.

## Egenskaper
119 Tauri är en röd superjättestjärna av spektralklass M2 Iab - Ib, Den har en massa som är ca 14 solmassor, en radie som är ca 590 solradier och utsänder ca 66 000 gånger mera energi än solen från dess fotosfär vid en effektiv temperatur på ca 3 800 K. En alternativ tolkning av gjorda observationer, under antagandet att 119 Tauri är en stjärna på asymptotiska jättegrenen (AGB), ger den en nuvarande massa av 8 solmassor och en ljusstyrka på 44 000 gånger solens. 
119 Tauri, eller CE Tauri, är en pulserande variabel av halvregelbunden typ (SRC), som varierar mellan visuell magnitud +4,23 och 4,54 med en period av 165 dygn. Andra publicerade studier anger en svagt definierad periodicitet med möjliga perioder runt 270 och 1 300 dygn. Stjärnans magnitud i den infraröda våglängden ändras mycket mindre än den visuella magnituden och förändringarna av visuell ljusstyrka drivs av temperaturförändringar som förskjuter andelen elektromagnetisk strålning som avges i det visuella området.